# Chiliile
Chiliile là một xã thuộc hạt Buzău, România. Dân số thời điểm năm 2002 là 785 người.